# Пенні Пакс
Пенні Пакс (англ. Penny Pax); нар. 18 лютого 1989 року — американська порноакторка і модель ірландського та німецького походження.

## Біографія
Працювала рятувальницею на воді у Форт-Лодердейлі.
У 2012 році знялася в фільмі жахів Bloody Homecoming. В цьому ж році потрапила в порноіндустрію.
У 2013 році виконала роль у фільмі The Submission of Ema Marx, заснованому на сюжеті «50 відтінків сірого».

## Нагороди та номінації
| Рік  | Премія        | Номінація                                   | Фільм                                                                                                 | Результат |
| ---- | ------------- | ------------------------------------------- | --- | --------- |
| 2013 | AVN           | Найкраща нова старлетка                     | Н/Д                                                                                                   | Номінація |
| 2013 | XBIZ          | Найкраща нова старлетка                     | Н/Д                                                                                                   | Номінація |
| 2013 | XBIZ          | Найкраща сцена — Пародія                    | The Dark Knight XXX: A Porn Parody (розділила з Брендоном Міллером)                                   | Номінація |
| 2014 | AVN           | Найкраща акторка                            | The Submission of Emma Marx                                                                           | Номінація |
| 2014 | AVN           | Найкраща сцена анального сексу              | The Submission of Emma Marx (розділила з Річі Калхуном)                                               | Номінація |
| 2014 | XBIZ          | Найкраща акторка—Feature Movie              | The Submission of Emma Marx                                                                           | Номінація |
| 2014 | XBIZ          | Найкраща сцена — Feature Movie              | The Submission of Emma Marx (розділила з Річі Калхуном)                                               | Номінація |
| 2014 | XCritic Award | Найкраща акторка Feature                    | The Submission of Emma Marx                                                                           | Перемога  |
| 2014 | XRCO          | Найкраща акторка                            | The Submission of Emma Marx                                                                           | Номінація |
| 2015 | AVN           | Найкраща акторка                            | Wetwork                                                                                               | Номінація |
| 2015 | AVN           | Найкраща сцена лесбійського групового сексу | Cinderella XXX: An Axel Braun Parody (розділила з Картер Круз і Самантою Сейнт)                       | Номінація |
| 2015 | AVN           | Найкраща сцена лесбійського сексу           | 24 XXX: An Axel Braun Parody (розділила з Алектрою Блу)                                               | Номінація |
| 2015 | AVN           | Найкраща сцена групового сексу              | King James (розділила з Джеймсом Діном, Верукою Джеймс, Дені Деніелс, Карлі Монтаною і Медді О’Райлі) | Номінація |
| 2015 | AVN           | Найкраща сцена орального сексу              | Cinderella XXX: An Axel Braun Parody (розділила з Картер Круз)                                        | Номінація |
| 2015 | AVN           | Найкраща сцена сексу втрьох — Ч/Ч/Ж         | Private Lives 2 (розділила з Томмі Пістолом і Престоном Паркером)                                     | Номінація |
| 2015 | XBIZ          | Найкраща акторка — Feature Movie            | Wetwork                                                                                               | Номінація |
| 2015 | XBIZ          | Найкраща акторка — Пародія                  | American Hustle XXX                                                                                   | Номінація |
| 2015 | XBIZ          | Найкраща акторка — Feature Movie            | Wetwork (розділила зі Стівеном Сент. Кроксом)                                                         | Номінація |
| 2015 | XRCO          | Найкраща акторка                            | Wetwork                                                                                               | Перемога  |
| 2016 | AVN           | Найкраща акторка                            | The Submission of Emma Marx: Boundaries                                                               | Перемога  |
| 2016 | AVN           | Найкраща сцена сексу втрьох — Ч/Ч/Ж         | The Submission of Emma Marx: Boundaries (разом із Логан Пірс і Річі Калхуном)                         | Номінація |
| 2016 | AVN           | Найкраща сцена жорсткого сексу              | Straight Up Anal (разом з Сарою Шевон і Майком Адріано)                                               | Номінація |
| 2016 | XBIZ          | Найкраща акторка—Feature Release            | The Submission of Emma Marx 2: Boundaries                                                             | Номінація |
| 2016 | XBIZ          | Найкраща акторка—All-Girl Release           | Lesbian Fashionistas                                                                                  | Перемога  |
| 2016 | XBIZ          | Найкраща сцена сексу—Feature Release        | The Submission of Emma Marx 2: Boundaries (разом з Річі Калхуном)                                     | Номінація |
| 2016 | XBIZ          | Найкраща сцена сексу втрьох — Ч/Ч/Ж         | The Submission of Emma Marx 2: Boundaries (разом з Логан Пірс і Річі Калхуном)                        | Номінація |
| 2016 | XRCO          | Найкраща акторка                            | The Submission of Emma Marx 2: Boundaries                                                             | Перемога  |
| 2018 | XBIZ          | Найкраща акторка — Feature Release          | The Submission of Emma Marx: Evolved                                                                  | Перемога  |